# کورگوز
کورگوز (به لاتین: Korgöz) یکی از شهرهای جمهوری آذربایجان است که از توابع شهر باکو است. جمعیت این شهر در سرشماری سال ۲۰۱۱ میلادی، ۲۲۰۰ نفر بود.